# ویکتوریا آغانور
ویکتوریا آغانور (ارمنی: Վիկտորիա Աղանուր؛ ۲۶ مه ۱۸۵۵ – ۹ آوریل ۱۹۱۰) یک شاعر ارمنی‌تبار اهل ایتالیا بود.

## زندگی
وی در شهر پادووا به دنیا آمد. هفتمین فرزند ادواردو آغانور و جوسپیتا پاچینی بود. خانواده پدریش از اشراف ارمنی بود. آنها از اهالی جلفا بودند که در سده ۱۷ میلادی به ایران نقل مکان کرده بودند.
والدین ویتوریا در سال ۱۸۴۷ ازدواج کردند و به پادونا نقل مکان نمودند.
در سال ۱۸۷۶ وی برای زندگی به ناپل نقل مکان نمود جایی که انریکو نچونی را ملاقات نمود کسی که در اشعارش به وی کمک نمود.
در سال ۱۹۰۱ وی با گیدو پومپیلی عضو برجسته پارلمان ازدواج نمود.
وی در تاریخ ۹ آوریل ۱۹۱۰ در شهر رم در حین عمل جراحی در سن ۵۴ سالگی درگذشت.
همسر وی مدتی کوتاه پس از مرگ وی دست به خودکشی زد.

## کتابشناسی
- I cavalli di San Marco, ونیز، Stab. Tip. C. Ferrari, ۱۸۹۲;
- A mio padre. Versi, ونیز، Stab. Tip. Lit. C. Ferrari, ۱۸۹۳;
- Leggenda eterna, میلان، Treves, ۱۹۰۰
- Nuove Liriche, رم، Nuova antologia, ۱۹۰۸;
- Poesie complete, Firenze, F. Le Monnier, ۱۹۲۷;
- Nuove liriche, a cura di John Butcher, بولونا، Nuova S1, ۲۰۰۷;